# Badlands

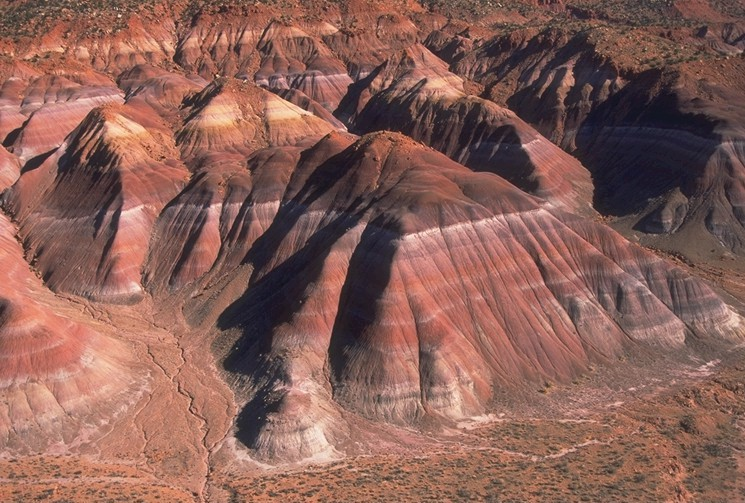
Die Chinle Badlands am Grand Staircase-Escalante National Monument

Badlands (von englisch bad land – „schlechtes Land“) sind von tiefen, eng stehenden Erosionsrinnen zerschnittene Gelände in ariden Gebieten.
Die Erdoberfläche ist in Badlands durch leicht verwitternde Gesteine und offene Böden geprägt. Durch Wasser- oder Windeinwirkung werden vor allem Schiefertone, Tonsteine und Lehme rasch erodiert, was zur Entstehung der typischen Oberflächenformen führt. Wichtige geomorphologische Formen in Badlands sind Canyons, Schluchten und Hoodoos. Ein Badlands-Gebiet besteht überwiegend aus sich ständig erweiternden Schluchten und Tälern, zwischen denen scharfe Kämme stehen bleiben. Manche Badlands besitzen außerdem eine spektakuläre Farbgebung, die z. B. zwischen schwarzen/blauen Kohleschlieren und gelben/rötlichen Lehmablagerungen wechselt.

## Eigenschaften

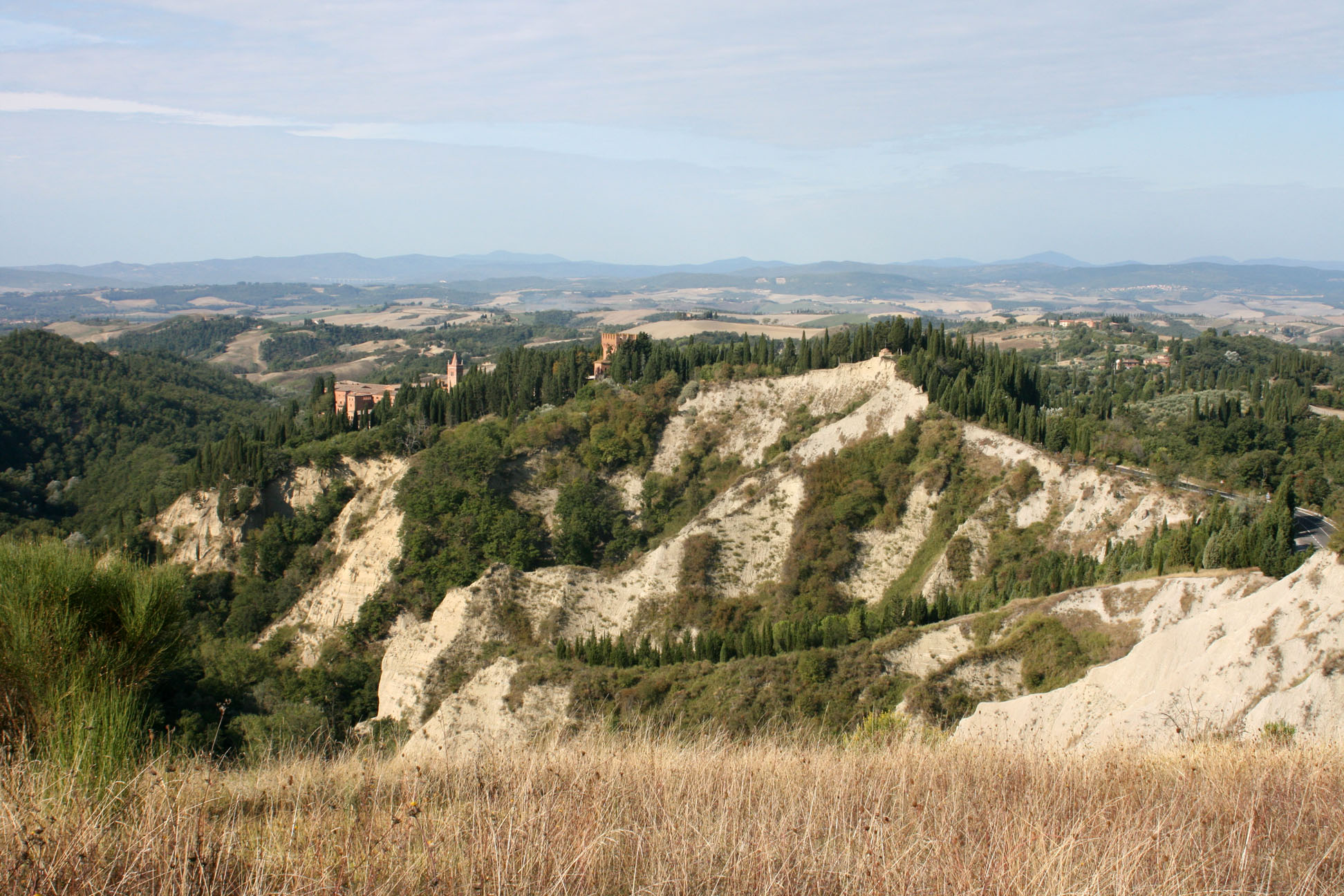
Calanchi (Einzahl: Calanco) der Crete Senesi in der Toskana

Das Wort „Badlands“ findet Entsprechungen in mehreren Sprachen insbesondere Nordamerikas: Die Lakota bezeichneten die Topographie „Makhóšiča“, wörtlich für „schlechtes Land“, während französische Pelzjäger die Badlands als „les mauvaises terres à traverser“ bezeichneten (also „das schwer zu durchquerende Land“). Die Spanier bezeichneten sie als malpaís, tierra baldía („Ödland“) und cárcava.
Badlands besitzen steile Hänge, lockere, trockene Böden und tiefen Sand, was die Durchquerung sowie andere Nutzungen erschwert. Badlands formen sich in ariden Regionen mit unregelmäßigen, aber sehr starken Niederschlagsereignissen, karger Vegetation und lockeren Sedimenten – dies sind allesamt sehr gute Voraussetzungen für massive Erosion und Denudation.
Einige der bekanntesten Fossilienfunde stammen aus Badlands, da die massive Erosion die Sedimentschichten freilegt und das Fehlen einer Vegetationsdecke die Beobachtung und die Suche nach Fossilien relativ einfach macht.

## Verbreitung

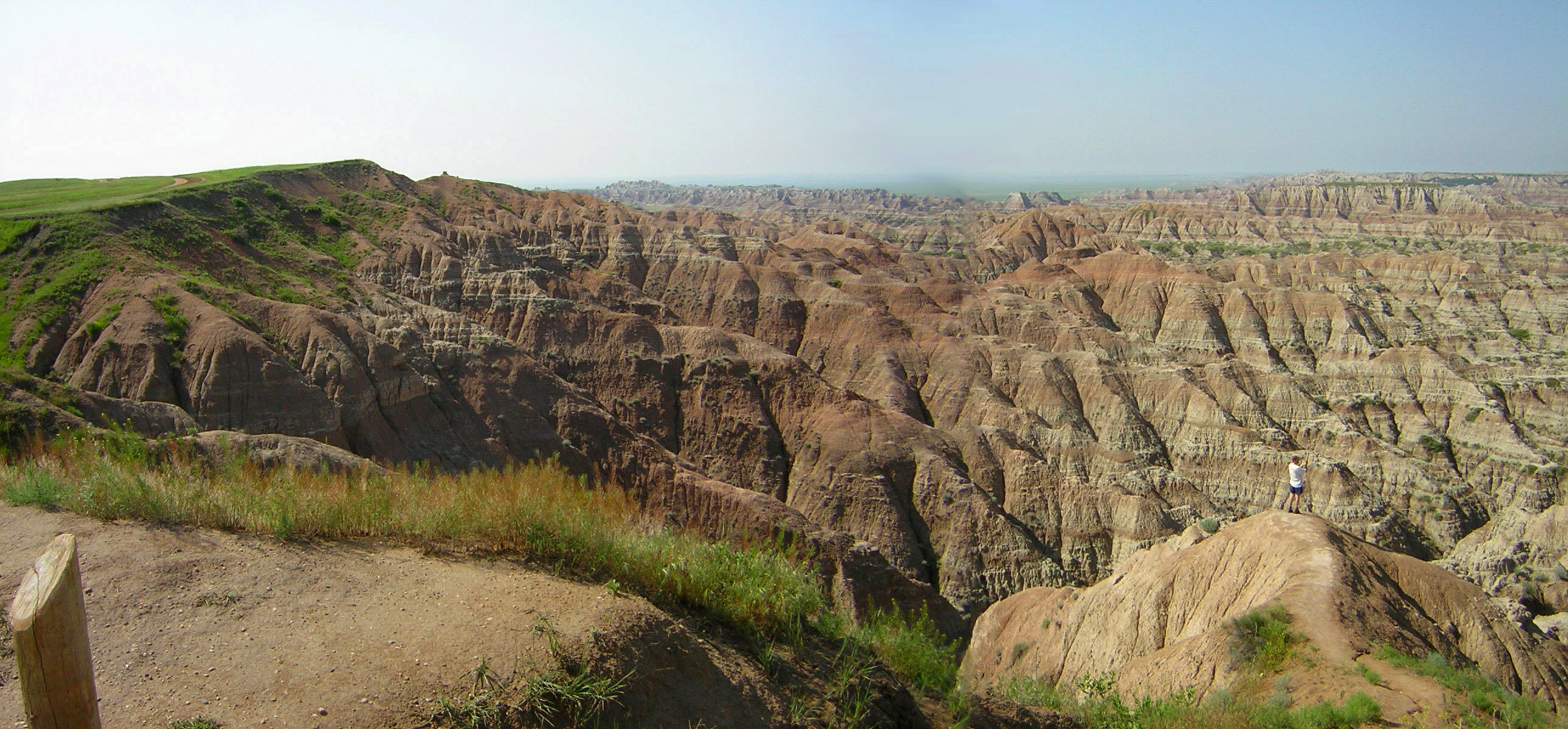
Badlands-Nationalpark

Bekannte Badlands befinden sich in den Vereinigten Staaten, zum Beispiel die White River Badlands mit dem Badlands-Nationalpark in South Dakota, im Bereich der Grand Staircase in Utah und Arizona oder im Hell’s Half Acre bei Casper (Wyoming). In Kanada sind Badlands weit verbreitet in den Kanadischen Badlands in der Nähe von Drumheller in Alberta. In Deutschland gibt es Badlands zum Beispiel am Fuße der Burg Gleichen und der Veste Wachsenburg zwischen Gotha und Arnstadt und am Rand des Höhenzuges Bedhard in der Eifel bei Bitburg. In Kroatien sind im Zentrum der Halbinsel Istrien nordöstlich des Dorfes Sterna ausgedehnte Badlands in Form sogenannter Mergel-Dünen ausgebildet. Sie befinden sich im „weißen Istrien“, wie die Karst-Landschaft Istriens auch genannt wird. In Frankreich sind Badlands etwa in den Jura-Mergeln rund um die Hochflächen der Causses weit verbreitet und kommen auch in den roten Tonsteinen der Umgebung des Lac du Salagou vor. Spanien weist ebenfalls Badlands auf, so etwa bei Las Médulas in der Provinz León.

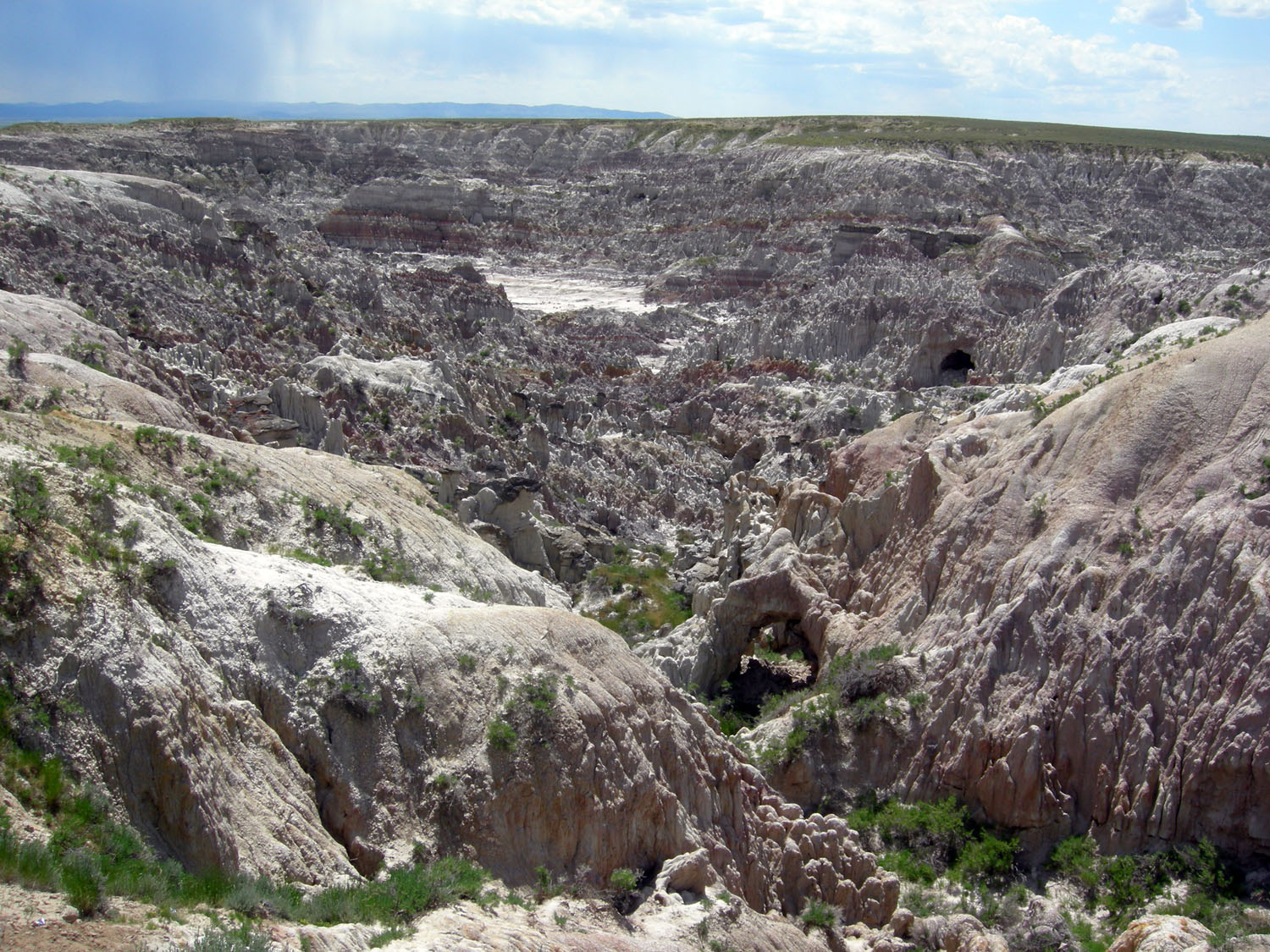
Badlands von Hell’s Half Acre bei Casper (Wyoming)
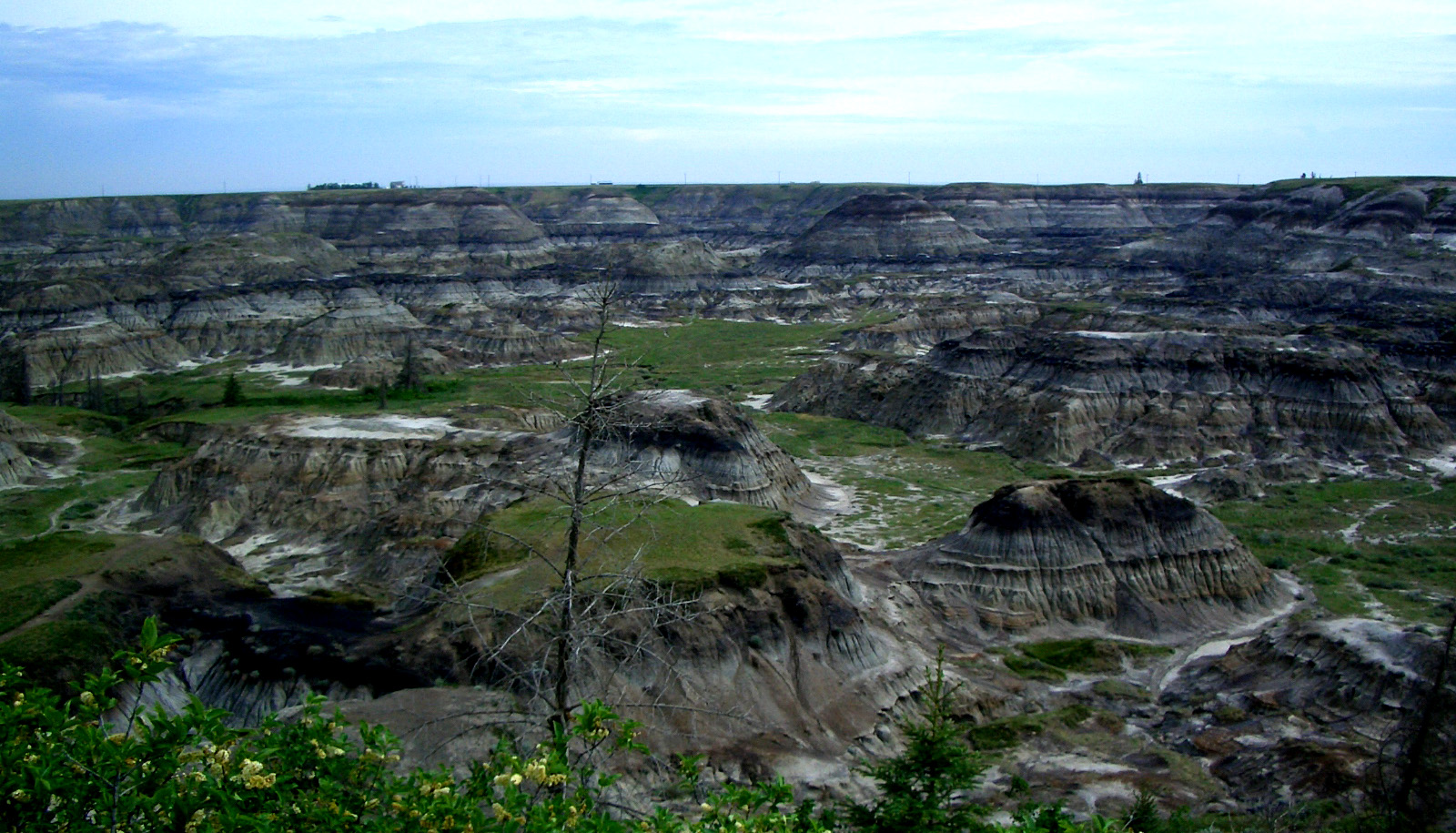
Badlands nahe Drumheller in Kanada
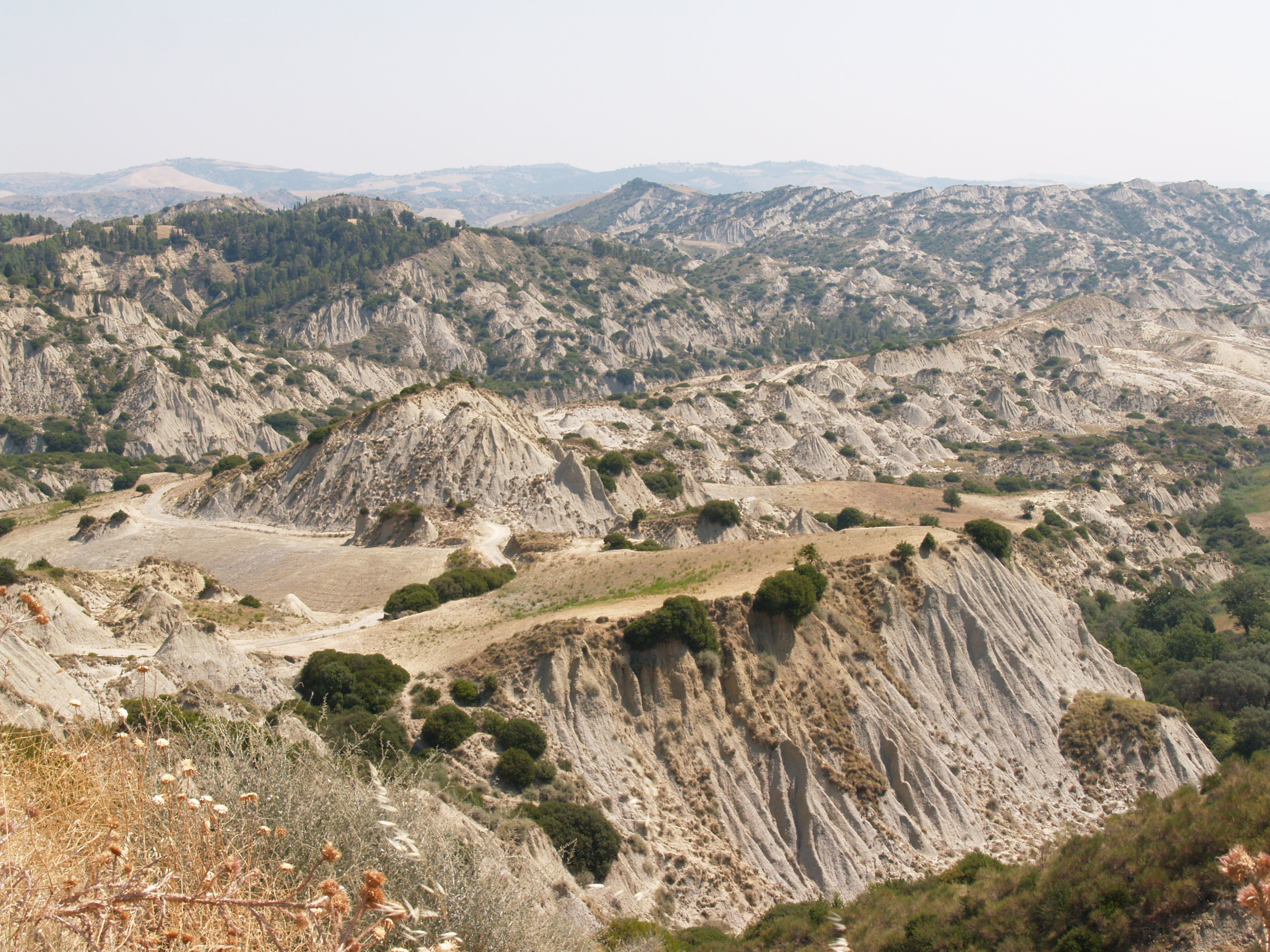
Badlands von Aliano, bekannt als Calanchi, Italien
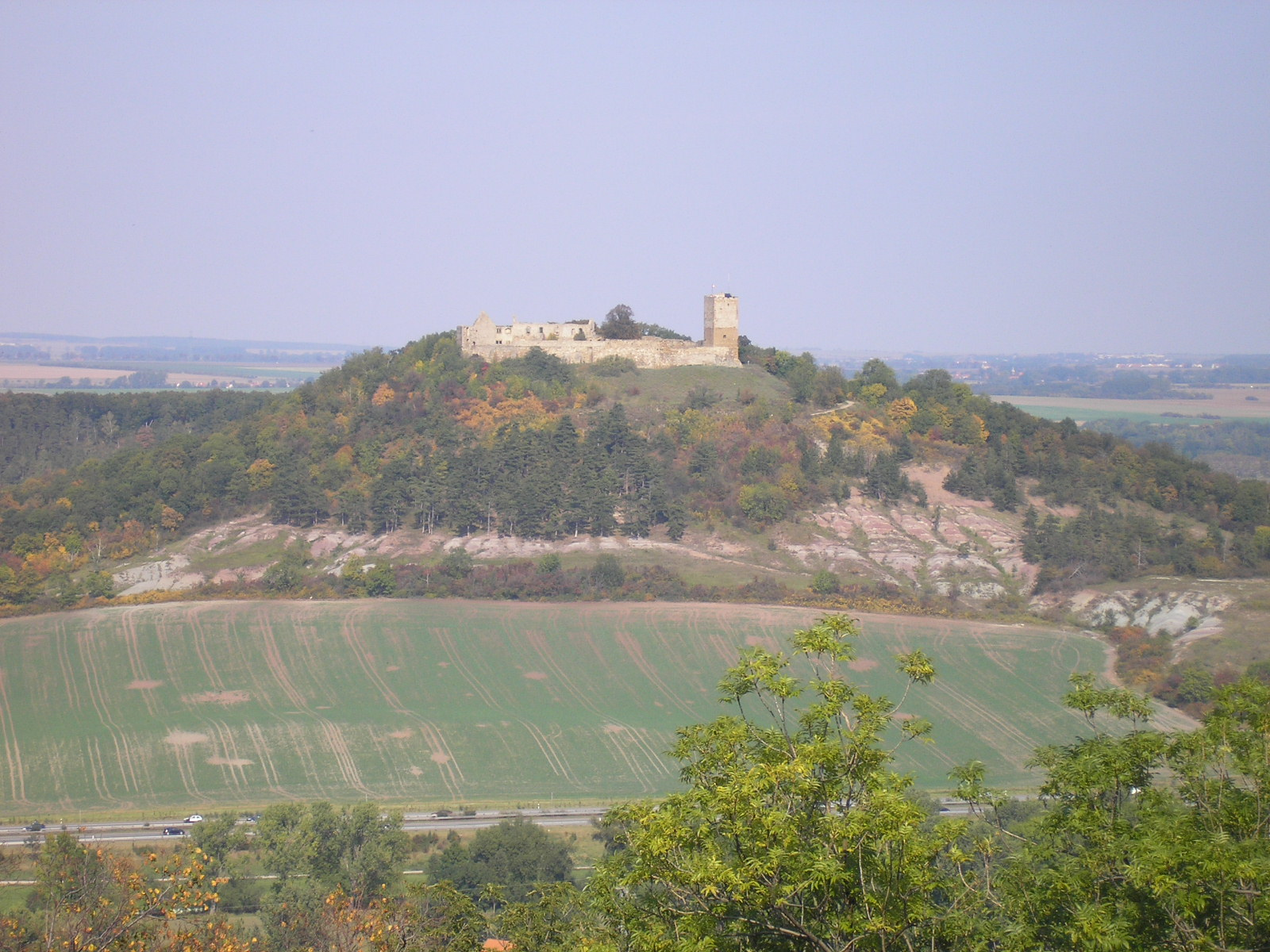
Kleinräumige Badlands am Südhang der Burg Gleichen in Thüringen
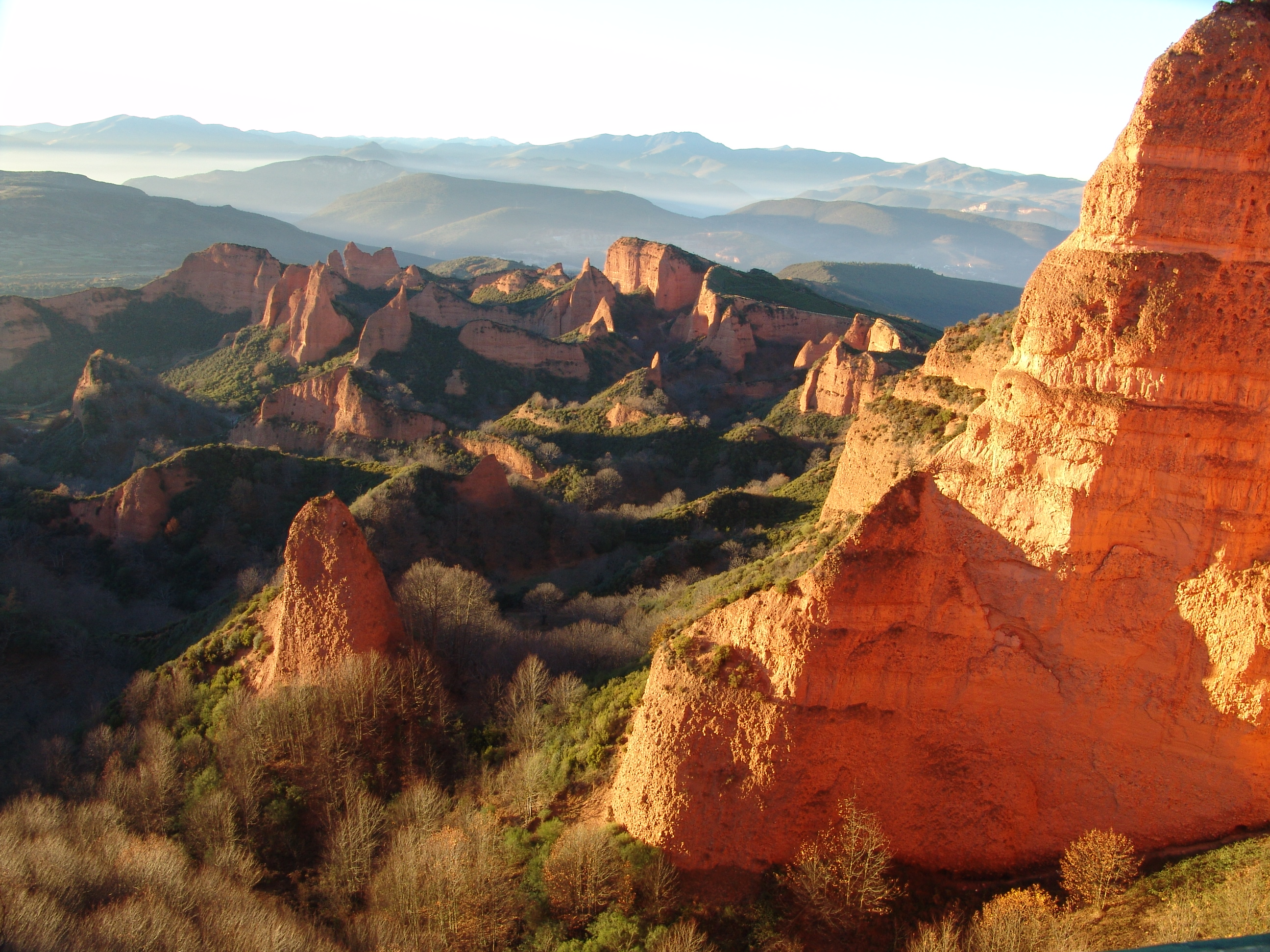
Badlands von Las Médulas, Spanien